# Mammoth (Kayak)
Mammoth is de tweede single van de symfonische rockgroep Kayak.
Pim Koopman en Ton Scherpenzeel schreven zowel de muziek als de tekst over het gevoel mammoet te zijn, vlak voor het uitsterven van de diersoort. Het eerste couplet begint met "Yes, I feel like a mammoth today"; het tweede met "Have you been like a mammoth sometimes". De muziek bestaat uit progressieve rock a la Yes, maar het draaiorgel Flamingo van Perlee zorgt voor een Nederlands tintje. Het Mammoth dat op single verscheen was de derde versie. De eerste versie onder de werktitel This was tomorrow (1970) nog zonder draaiorgel was opgenomen onder leiding van Hans van Hemert om Kayak onder te kunnen brengen bij Phonogram Records. Die zagen er niets in, maar EMI hapte dankzij een demo van Mammoth/This was tomorrow wel toe. Zij wilden het wel uitbrengen, maar het moest wel sterk ingekort worden. De originele vijf minuten werden er drie. Kayak vond het nummer te commercieel en niet bij hun overig werk passen. Co-producent Gerrit-Jan Leenders wel en hij kwam met het idee van het draaiorgel, maar dat bracht de band niet op andere gedachten. Leenders had echter geen rekening gehouden met het feit dat dat instrument de Bovema-studio in Heemstede niet in kon. Microfoons werden buiten aangesloten en het opnemen kon beginnen. Omdat het orgel eerst op tempo moest komen liepen de opnamen met binnen steeds ongelijk. Scherpenzeel constateerde later, dat het ook na de definitieve opname nog steeds ongelijk loopt. Specifiek aan de melodie is een solo van de basgitaar, die een toonladder naar beneden speelt voordat de song verdergaat.
De B-kant werd gevormd door Ballet of the cripple van hetzelfde album.

## Musici
- Ton Scherpenzeel – piano, orgel, synthesizer, zang
- Pim Koopman – slagwerk , zang
- Max Werner – eerste zang, mellotron
- Cees van Leeuwen – basgitaar, zang
- Johan Slager – gitaar, zang
- Gijs Perlee; draaiorgel Flamingo Amsterdam

Een grote hit werd ook Mammoth niet; het haalde slechts de 18e plaats in de Nederlandse Top 40. De voorgaande single was Lyrics.

## Hitnotering
| "Mammoth" in de Nederlandse Top 40 - binnen 21-07-1973 | "Mammoth" in de Nederlandse Top 40 - binnen 21-07-1973 | "Mammoth" in de Nederlandse Top 40 - binnen 21-07-1973 | "Mammoth" in de Nederlandse Top 40 - binnen 21-07-1973 | "Mammoth" in de Nederlandse Top 40 - binnen 21-07-1973 | "Mammoth" in de Nederlandse Top 40 - binnen 21-07-1973 |
| Week                                                   | 1                                                      | 2                                                      | 3                                                      | 4                                                      |                                                        |
| ------------------------------------------------------ | ------------------------------------------------------ | ------------------------------------------------------ | ------------------------------------------------------ | ------------------------------------------------------ | ------------------------------------------------------ |
| Nummer                                                 | 24                                                     | 18                                                     | 21                                                     | 34                                                     | uit                                                    |

| "Mammoth" in de Nederlandse Single Top 100 - binnen: 21-07-1973 | "Mammoth" in de Nederlandse Single Top 100 - binnen: 21-07-1973 | "Mammoth" in de Nederlandse Single Top 100 - binnen: 21-07-1973 | "Mammoth" in de Nederlandse Single Top 100 - binnen: 21-07-1973 | "Mammoth" in de Nederlandse Single Top 100 - binnen: 21-07-1973 |
| Week                                                            | 1                                                               | 2                                                               | 3                                                               |                                                                 |
| --------------------------------------------------------------- | --------------------------------------------------------------- | --------------------------------------------------------------- | --------------------------------------------------------------- | --------------------------------------------------------------- |
| Nummer                                                          | 26                                                              | 17                                                              | 20                                                              | uit                                                             |

### NPO Radio 2 Top 2000
| Nummer met noteringen in de NPO Radio 2 Top 2000 | '03  | '04  | '05-'08 | '09  | '10 | '11  |
| ------------------------------------------------ | ---- | ---- | ------- | ---- | --- | ---- |
| Mammoth                                          | 1757 | 1811 | -       | 1400 | -   | 1973 |

1. ↑  Een '-' betekent dat het nummer niet was genoteerd en een vetgedrukt getal geeft de hoogste notering aan.
2. ↑  2003 was het eerste jaar met een notering voor dit nummer.
3. ↑  Deze tabel is bijgewerkt tot en met de laatste editie (2024).